# Волгоградский планетарий
Волгоградский планетарий — единственный планетарий в нижневолжском регионе. Второй по возрасту после московского.
Открыт 19 сентября 1954 года. Расположен на улице Гагарина города Волгограда. Авторы проекта — народный архитектор СССР В. Н. Симбирцев и архитектор М. А. Хомутов. Здание венчает последняя работа Веры Мухиной — скульптурная группа «Мир».

## История
Волгоградский планетарий стал подарком тружеников Германской Демократической Республики советскому народу в преддверии 70-летия Сталина. Немецкие рабочие пожелали, чтобы звёздный дом был построен в городе мировой славы — Сталинграде. Здание находится в окончании улицы Мира, подобно храму, и, что символично, на улице, которая была одной из первых восстановленных улиц, после разрушительной Сталинградской битвы.
Полностью все строительные, отделочные работы, дорогостоящие материалы и самое лучшее на момент строительства оборудование было подарено трудящимися ГДР советскому народу и жителям Сталинграда.
В марте 1951 года газета «Сталинградская правда» писала:
В нашей стране планетарии имеются лишь в Москве и Киеве. Сталинградский планетарий будет третьим, а по техническому оборудованию и архитектурному сооружению он значительно превзойдёт ныне существующие.
Летом 1954 года строительные работы внутри здания были закончены. 19 сентября 1954 года состоялось торжественное открытие планетария.
За 56 лет Волгоградский планетарий посетило свыше 32 миллионов человек.
22 сентября 2009 года Волгоградский планетарий отметил 55-летие.

## Звёздный зал
Звёздный зал, вмещающий 450 зрителей, оборудован куполообразным экраном и большим аппаратом «Планетарий», изготовленным в ГДР. На аппарате размещено 99 проекторов, с помощью которых одновременно можно увидеть более 6 тыс. звёзд и планет.
Проекционный аппарат обладает разнообразными техническими возможностями. С его помощью можно наблюдать движение небосвода, вид звёздного неба с любой точки Земли в различный момент времени, а также такие природные явления, как восход и заход Солнца, полярное сияние, полёты комет и метеоров. Возможность имитировать полёты в космическом пространстве позволяет зрителям наблюдать звёздное небо с поверхности Луны или какой-либо планеты, например, оказаться вблизи Юпитера, или увидеть Солнечную систему со стороны. С помощью специального прибора, трансфокатора, зрители также могут наблюдать созвездия с различной степенью приближения.
С декабря 2019 года, в Волгоградском планетарии установлена система полнокупольной проекции — один из самых больших экранов в России — диаметром 25 метров.

## Обсерватория
В 26-метровой башне обсерватории установлен 12-дюймовый телескоп-рефрактор Carl Zeiss с фокусным расстоянием 5000 мм и 800-кратным увеличением. С помощью этого оптического инструмента, под руководством компетентных специалистов, посетители могут наблюдать:
- Солнце и пятна на нём (дневное наблюдение)
- Луну с её кратерами, горами, «морями»
- Планеты Венеру, Марс, Юпитер, Сатурн. Двойные и кратные системы звёзд, звёздные скопления, более примечательные туманности и близкие галактики.

Ежедневно с 9 до 18 часов в планетарии проводятся лекции.

## Астрономическая площадка
На территории планетария расположена астрономическая площадка. Она представляет собой часть парка с многочисленными деревьями, цветниками, газонами и клумбами. Здесь установлены астрономические приборы. Среди них такие древние как солнечные часы, армиллярная сфера, глобус Земли, солнечная установка. У наглядных пособий проходят беседы и экскурсии.

## Интересные факты
- В самом здании на барельефе каждого из светильников вписано число 70, означавшее, что это здание — подарок народа ГДР И. В. Сталину в преддверии его 70-летия.
- В фойе, при входе, находится большой мозаичный портрет Сталина работы В. Н. Аракелова, выполненный из перламутра, яшмы и малахита, а также из драгоценных камней — уральских самоцветов, скрытый в 60-х годах и восстановленный в 1990-х.
- В планетарии находится маятник Фуко.